# ジョーゼフ・L・ファイファー
ジョーゼフ・ローレンス・ファイファー（Joseph Lawrence Pfeifer、1892年2月6日 - 1974年4月19日）は、ニューヨーク州選出のアメリカ合衆国下院議員。ブルックリンにて生まれた彼は、ブルックリンのセイント・ニコラス教区学校 (St. Nicholas Parochial School) 、セイント・レナーズ・アカデミー (St. Leonard's Academy)、及びセイント・フランシス大学に通った。1914年にロング・アイランド医科大学 (Long Island Medical College) を卒業し、同年医師免許を取得した。外科に関する講義及び執筆を行う一方、第一次世界大戦中には医療諮問委員会の委員を務め、海外に赴任する医官を指導した。
ファイファーは民主党員として第74議会の選挙で当選し、その後7期連続で再選された（1935年1月3日 - 1951年1月3日）。1950年の第82議会の選挙で落選したのち、医師業を再開した。引退後はブルックリンにて暮らし、1974年に死去した。ミドル・ヴィレッジのセイント・ジョン墓地 (St. John's Cemetery) に埋葬された。